# Roald Larsen
Roald Morel Larsen (2. ledna 1898 Kristiania – 28. července 1959 Oslo) byl norský rychlobruslař.
Prvního mistrovství světa se zúčastnil v roce 1922, kdy získal stříbrnou medaili. O rok později byl čtvrtý, na evropském šampionátu toho roku vybojoval bronz. Nejúspěšnější sezónou jeho kariéry byl ročník 1923/1924, kdy zvítězil na Mistrovství světa i Evropy a na Zimních olympijských hrách získal dvě stříbrné (1500 m a víceboj) a tři bronzové (500 m, 5000 m, 10 000 m) medaile. V následujících letech si z evropských a světových šampionátů přivezl několik dalších cenných kovů, zúčastnil se také zimní olympiády 1928, kde získal bronz z trati 500 m; na patnáctistovce byl čtvrtý, desetikilometrový závod byl zrušen. Od roku 1931 startoval již pouze na domácích závodech.